# 126183 Larrymitchell
126183 Larrymitchell este o planetă minoră (asteroid), cu un diametru de 2,307 km, din centura de asteroizi. A fost descoperită pe 8 ianuarie 2002 la George Observatory⁠(d) de George Observatory⁠(d). 
Obiectul prezintă o orbită caracterizată de o semiaxă mare de 2,4690306477877 UAi, o excentricitate de 0,18720196039093, o înclinație de 6,988557628271 ° în raport cu ecliptica.